# عبد الرشيد سادولاييف
عبد الرشيد سادولاييف (مواليد 9 مايو 1996) هو لاعب مصارعة حرة روسي من أصول آفارية،يلقب بالدبابة الروسية، فاز عبد الرشيد بعدة ميداليات أبرزها ذهبية أولمبياد 2016 وذهبية بطولة العالم في 2014،2015،2018،2019.
في أغسطس 2016 تم تصنيفه رقم 1 على العالم في وزن 86 كيلو.